# Cathédrale de Cervia
La cathédrale de Cervia est une église catholique romaine de Cervia, en Italie. Il s'agit d'une cocathédrale de l'archidiocèse de Ravenne-Cervia.